# Rubus polyodontus
Rubus polyodontus är en rosväxtart som beskrevs av Hand.-mazz.. Rubus polyodontus ingår i släktet rubusar, och familjen rosväxter. Inga underarter finns listade i Catalogue of Life.